# Álvaro Amengual
Álvaro Amengual (Montevideo, 27 de diciembre de 1957) es un artista visual y docente uruguayo.

## Biografía
En el año 1977 ingresó al Instituto de Bellas Artes San Francisco de Asís, cursando el taller de dibujo y pintura dirigido por Clever Lara y el taller de escultura dirigido por Freddie Faux.
En el año 1986 es seleccionado por el Museo Nacional de Artes Visuales, para participar en el curso de grabado en metal, dictado por el profesor David Finkbeiner de la Universidad de Purchase en Nueva York.
Al año siguiente es invitado por el Club de Grabado de Montevideo a participar en un curso de litografía dictado por el Arq. Álvaro Cármenes.
A partir del año 1986 comienza su actividad en el campo de la ilustración, editando sus trabajos en los semanarios Alternativa Socialista, Zeta, Sobre todo, y en el diario El Día.
Paralelamente a su actividad como ilustrador comienza en el año 1991 su actividad docente en el taller de Clever Lara, labor que se extenderá hasta el año 1998.
Desde el año 1993 hasta 1999 es contratado por el Ministerio de Educación y Cultura desempeñándose como profesor del proyecto  "talleres del interior", dirigiendo los talleres de las ciudades de Durazno y Trinidad.
A partir del año 1997 dicta clases en su taller particular.
Desde el año 1998 se desempeña como profesor en la Facultad de Comunicación y Diseño de la Universidad ORT Uruguay.
Se destaca que algunas de sus obras están presentes en los siguientes Museos: Museo Juan Manuel Blanes, Museo Nacional de Artes Visuales, Museo Municipal de San Fernando (Maldonado), Museo de la Municipalidad de Miraflores (Lima, Perú).

## Premios y honores
Desde el año 1977 ha expuesto regularmente participando en más de cincuenta muestras colectivas e individuales, obteniendo las siguientes distinciones:[cita requerida]
- 1987, Primera Mención (Museo de Arte Contemporáneo de Montevideo), 1.er. Premio (35º Salón Municipal de Artes Plásticas), 2.º. Premio (Salón de Pintura del Automóvil Club)
- 1988, 2.º. Premio Bienarte II (Alianza Cultural Uruguay – Estados Unidos), 1.er. Premio Inca (36º Salón Municipal de Artes Plásticas), 1.er. Premio Salón de Pintura (Banco República)
- 1989, 1.er. Premio Pan Am para Arte Joven (Museo de Arte Americano de Maldonado), 1.er. Premio Salón de Acuarela (Banco República)
- 2007, Premio Fraternidad otorgado por la filial uruguaya de B'nai B'rith.[4]